# Mercuès

Mercuès este o comună în departamentul Lot din sudul Franței. În 2009 avea o populație de 1.064 de locuitori.

## Evoluția populației
| An        | 1975 | 1982 | 1990 | 1999 | 2006  | 2009  |
| --------- | ---- | ---- | ---- | ---- | ----- | ----- |
| Populație | 551  | 619  | 768  | 736  | 1.056 | 1.064 |